# 磯部正文
磯部 正文（いそべ まさふみ、1972年4月15日 - ）は、日本のミュージシャン。HUSKING BEEのボーカリスト・ギタリスト。広島県出身。既婚。

## 略歴
広島県立広島皆実高等学校卒業。1994年、HUSKING BEEを結成。フロントマンとしてボーカル・ギターを務める。2003年から並行してCORNERというサイドプロジェクトでも活動。2005年にHUSKING BEE解散。2006年、MARS EURYTHMICSを結成。2010年にMARS EURYTHMICS活動停止。
2010年にソロとして初のアルバム『Sign in to disobey』をリリース。2011年にミニアルバム『Deliver』をリリース。同年9月18日には横浜スタジアムで行われたAIR JAM 2011のトップバッターを務める。2012年、幕張メッセで行われたDEVILOCK NIGHT FINALでHUSKING BEE再結成。同年9月、AIR JAM 2012にHUSKING BEEとして出演し、本格的な再始動を発表。

## ディスコグラフィ

### シングル
- Do we know ?（2010年8月25日）

1. Do we know ?
2. 花の咲く日々に
3. The Guitar Man

Gt:曾田茂一、Ba:原直央、Ds:伊地知潔、恒岡章、Key、AcGt、PRODUCED:ヒダカトオル
- OKASHINA FUTARI（2011年4月15日）

### アルバム
- SIGN IN TO DISOBEY (2010年10月27日)

Gt:會田茂一、田渕ひさ子、Ba:原直央、中尾憲太郎、戸川琢磨、Ds:有松益男、伊地知潔、柏倉隆史、恒岡章、Key:ヒダカトオル、下村亮介
- Deliver (2011年10月19日)

Gt,Vo:田渕ひさ子、Ba:戸川琢磨、Key:下村亮介、Ds:伊地知潔、恒岡章
SE:美濃隆章、Cho:平林一哉

### CORNER

#### アルバム
- 『走るナマケモノ』（2003年8月）
- 『入り口出口』（2006年7月）